# 孫立人兵變案
孫立人兵變案，又稱郭廷亮匪諜案，發生於1955年，台灣白色恐怖時期的政治冤案。中華民國政府指控陸軍上將孫立人部屬少校郭廷亮預謀發動兵變，以此為藉口宣稱孫立人「縱容部属武裝叛亂，窩藏共匪，密謀犯上」，將他革職軟禁。孫立人部屬有300多人受到牽連下獄。2001年1月8日，中華民國監察院重新調查後，認為孫立人係遭誣陷，經過監委李炳南等人調查後指出，已故抗日名將孫立人的部屬郭廷亮是匪諜，是經過政府刻意製造出來的一場戲。
孫立人兵變案其實是一連串的事件，主要目的是在整肅孫立人的勢力。自1950年，蔣中正與情治系統就開始有系統的整肅孫立人的下屬，直到1955年，才正式將孫立人解職，無限期軟禁。此事件由蔣中正與蔣經國主導，但是蔣中正真實的動機何在，史家仍未有定論，但都傾向於支持奪權論。

## 歷史
1949年，中華民國政府在國共內戰中敗退，孫立人隨軍撤至台灣，駐日盟軍總司令麥克阿瑟元帥（簡稱麥帥），邀孫至日本東京會談中美兩國的軍事合作事宜。在會談中，麥帥曾表示希望由孫來掌管國民政府，遭孫拒絕。9月，孫立人任台灣防衛司令，組訓青年軍。10月，青年軍參加古寧頭戰役，獲得勝利，穩定了國民政府在台灣的勢力。
1950年，蔣介石宣布恢復總統身分，3月1日，孫立人被任命為陸軍總司令。3月23日，孫立人的女部屬，英文秘書黃正（黄美之1930-2014），與組長黃玨，兩個姐妹同時遭到逮捕，被誣告為匪諜，遭監禁10年。6月，發生李鴻匪諜案，中將李鴻等人遭逮捕。此外，孫立人舊有部屬如田世藩等人，也陸續遭指控為匪諜而入獄。

### 前奏：李鸿匪谍案
孙立人的嫡系部队新1军新38师于1948年10月19日在吉林省长春市放下武器向解放军投降。1949年6月中旬，解放军东北军区根据这些人的志愿，释放了新7军、新38师的李鸿、陈鸣人、彭克立、潘德辉等40余高级军官，开具返乡证明书并资遣路费。7月初，新7军军长李鸿等回到湖南省长沙等地的家乡。时任中华民国陆军副总司令兼台湾防卫总司令的孙立人，派少校谍报参谋葛士珩持孙立人的亲笔信到湖南湘阴李鸿家中，请其串联旧部屬赴台。1950年2月3日，李鸿携妻女乘火车经广州到香港。5月，孙立人派原新1军副军长贾幼慧赴港接李鸿一行人到台北，次日李鸿觐见蒋介石。不久，彭克立、陈鸣人、曾长云从大陆赴台投奔孙立人。原新38师师长陈鸣人就任陆军总司令部营务处少将处长，新38师副师长彭克立就任206师少将副师长兼任团长，曾长云就任340师团长。李鸿抵台后不到一周，与怀孕的夫人（后在狱中生下了次子）被羁押至台北青岛路国防部军法局看守所。此后至9月，原新38师高级军官陈鸣人、彭克立、曾长云、潘德辉、胡道生、陈高扬、黎俊杰、吴颂扬、潘东初、孙蔚民、刘益福等17人陆续被捕。遭到情治單位的审讯，调查在长春投降经过，以及在哈尔滨“解放军官团”受训经过，并被指控為匪諜。情治單位在審訊中，李鸿、陈鸣人、曾长云多次施刑，希望其部屬能夠將孫立人牽連進來，但遭到其部屬的拒絕。孫立人面見蔣介石，為其部屬求情，堅稱他們無罪，但遭到拒絕。1951年3月，这批案犯移押台北延平南路保密局看守所。李鸿、陈鸣人、彭克立、曾长云4人以“匪谍罪”立案，马真一（李鸿夫人）、陈高扬、黎俊杰、吴颂扬、潘东初、潘德辉以“知情不举”连坐。1952年冬，移押桃园县南嵌保密局“别馆”监狱。 
1956年9月29日上午，郭廷亮案宣判结案。当天下午李鸿匪谍案的胡道生、潘德辉、马真一等13人分别被判处无期徒刑、10年、7年有期徒刑。1957年马真一带着狱中出生的次子刑满出狱。1958年李鸿、陈鸣人、彭克立、曾长云四名案犯（均为税警4团、新38师的孙立人的嫡系）移押至桃园龙潭保密局卧龙山庄（专门关押情治单位触犯军法内部人员），长期不杀不审不判不放。1968年7月，李鸿等4案犯收到国防部公字第32号裁定书，以叛乱罪被提起公诉，李鸿被起诉的理由是：1948年“弃守长春”，在被解放军释放后又接受中共社会部部长李克农指示来台，策反国军高级将领孙立人，掌握兵力以备策应解放军攻台。此后，每隔2个月，收到国防部裁定书，称李、陈、彭、曾等犯因病停止审判，依据军事法条款延长羁押期2个月。1971年5月告知依军法不开庭书面庭审，7月14日宣判，判决书称李鸿、陈鸣人、彭克立、曾长云意图“以非法之方法颠覆政府”，各处无期徒刑。1975年蒋介石去世后，根据减刑令，李鸿等4案犯被减刑为25年有期徒刑，因已坐牢25年期满，“怀刑忏悔，衡情尚可悯恕”为由，于1975年7月14日将李鸿、陈鸣人、彭克立、曾长云4人释放。 李鸿去屏东的妻子、儿子家居住，1988年8月15日病逝，时任党、政、军界要员送了挽幛。陈鸣人搬到在台的家中于1984年2月7日病逝。彭克立、曾长云在台无家属亲人，被当局送台北市中和敬老所居住。

### 陸軍總司令任上
孫立人在台灣重建徵兵制度，也建立預備軍官制度，為台灣訓練出堅實的國防軍隊。蔣經國在軍隊中發展政戰系統，以加強跟鞏固對軍隊的直接控制，孫立人主張軍隊國家化，對此非常不滿，但無法反對蔣介石的命令。
1953年，黃杰與其軍隊由越南富國島至台灣（詳見富台部隊）。1954年6月，蔣介石命任黃杰為陸軍總司令，將孫立人調為無實權的總統府參軍長。12月3日中華民國與美國雙方簽訂《中美共同防禦條約》，中美關係不再需要透過孫立人來連繫。蔣經國屬下的政戰單位，開始調查孫立人的部屬，鎖定在步兵學校服務的郭廷亮。
1955年5月25日，郭廷亮被捕，遭到嚴刑審訊，連續十天遭刑求。6月，以孫立人與其部屬少校郭廷亮預謀發動兵變為由，對孫實施看管偵訊。
7月14日，因郭廷亮在刑求之下，仍然堅持不肯指控孫立人，保密局特勤室主任毛惕園，向保密局毛人鳳提出建議，由毛人鳳親自審問郭廷亮。毛人鳳向郭廷亮給予肯定與鼓勵，並跟他說，只要承認自己是匪諜，就不會牽連到孫立人。郭廷亮寫下自白書，承認自己是匪諜。總統府彙集情報局資料以及警備總部彭孟緝收集的證據，連同郭廷亮自白書，派遣局長黃伯度，送至當時被軟禁的孫立人住處，希望他自行辭職。孫立人原本態度強硬，認為郭廷亮必是遭到誣陷，但黃伯度透過原副總司令賈幼慧、及侄子孫克剛等人轉達孫立人，此事為層峰（兩蔣）的意思，孫立人如不肯屈服，將會株連更多舊屬。孫立人於8月3日寫親筆信給蔣介石，請辭總統府參軍長一職。
8月20日，蔣介石批准孫立人辭呈。同日下令，正式拘捕孫立人，並由副總統陳誠為主任委員，與王寵惠、許世英、張群、何應欽、吳忠信、王雲五、黃少谷、俞大維等組成「九人委員會」，負責調查實情。陳誠九人委員會在調查後，認為孫立人的下屬涉嫌軍事政變，孫立人應負責任。根據蔣介石日記，駐美大使顧維鈞曾奉命向美國太平洋艦隊指揮官雷德福上將報告孫案的偵查經過，美國雷德福上將的反應相當憤怒，認為孫立人是台灣最忠貞幹練的將領，不可能叛變。因為美國軍方的態度，蔣介石決定放寬處理。軍事法庭判決，孫立人判無期徒刑，在家中軟禁。郭廷亮被判死刑，隨即由高層下令，改成無期徒刑，送往綠島監禁。孫立人部屬皆遭到情治單位的審訊，有300多人因此被解職，或獲罪入獄。先前被拘禁的李鴻等人，在此時也正式受審，被宣判為匪諜，繼續監禁。
孫立人被長期軟禁在台中市向上路寓所，由情治人員監管。1975年，蔣介石過世，郭廷亮被減刑為15年，刑滿出獄。7月8日，警備總部總司令鄭為元下令，以郭廷亮有英文專長，準備聘用他為英文教師為由，將他移送到綠島。之後被指派擔任綠指部的後勤組工作，再改為圖書館管理員，將他長期軟禁。在這期間，國防部長期照顧其家屬。7月14日，李鴻被釋放。
1988年1月13日，蔣經國病逝。同年五月，李登輝繼任中華民國總統後，下令解除孫立人的軟禁，恢復其自由。1990年，孫立人在台中寓所病逝。
在孫立人被解除軟禁之後，其舊日部屬開始奔走，希望恢復其名譽。1991年，孫立人兵變案的關鍵證人郭廷亮，在獲得假釋以後，在桃園縣中壢的火車上墜落而死亡，死因極為離奇，學者懷疑長期監控郭廷亮的警備總部可能涉入。

## 後續調查
在孫立人兵變案發生後，監察院也由中國國民黨籍監委陶百川、無黨籍監委曹啟華、蕭一山、王枕華、余俊賢等「五人小組」自行發動調查。但監察院五人小組的報告，認為孫立人無罪，與陳誠九人委員會的結果不同。
2001年1月8日，監察院通過決議，稱孫案乃「被陰謀設局的假案」。中央研究院近代史研究所朱浤源教授獲政府新臺幣六十萬元經費補助，就孫立人兵變案進行專門研究，據朱教授研究調查結果稱：「進駐孫公館翻遍了孫立人將軍保存的所有檔，和國防部與總統府的所有機密檔案檔，並未發現孫立人有任何不法行為」。
2013年在民進黨立委管碧玲幫忙，平反孫立人舊部田世藩的冤案。
2014年7月，監察委員李炳南、趙榮耀、馬秀如等人公布對當初「九人小組」調查檔案的報告。在檔案中，總政治部主任蔣經國曾向蔣中正建議拔除孫立人兵權，以防他叛變。調查結果認為，蔣中正曾直接對孫案下達許多指示，這個案件是利用美國麥卡錫主義興起，反共意識抬頭的機會，設局將孫立人軟禁，以免蔣中正權力遭威脅。美國政府在本案發生後，曾私下對台灣當局表示關切，因此事件才未擴大。這個報告中，同時對郭廷亮進行平反，認為他係遭構陷。
2017年10月，由新聞報導一起軍備局產權訴訟判決，法院文件揭露出1955年陸軍第十軍中校劉永德，曾於一九五五年檢舉郭廷亮意圖發動兵變，經第十軍政戰部主任阮成章少將轉報，由前總統蔣經國（時任國防會議副秘書長）指派劉永德，深入叛亂組織擔任內線為時數月揭發叛變案。後來蔣經國下令「便簽」交辦，特准核撥獎勵專款八萬元給予劉永德獎勵。

## 動機推測
根據2014年監察院報告，認為這個事件是由蔣介石親自下命，對孫立人及其部屬進行整肅，以鞏固其個人權力；蔣經國也被認為可能牽涉其中。也有人認為美國與此事也有關連。但是對於孫立人是否有軍事政變的意圖及行動，目前仍有爭議。
根據美國國務院檔案。1950年1月3日，美國陸軍部收到駐台北大使館武官曼寧上尉（Captain Manning）所拍發的一封極機密電報，內容稱，孫立人告訴他，蔣介石已經知道孫立人欲發動政變的計畫，但孫告訴蔣，此乃共產黨的造謠。這份記錄是美國官方文件中最早對孫立人可能軍事政變的記錄。5月3日，國務院政策計畫局局長保罗·尼采，提出一個「假設性」方案，擬定「棄蔣保台」之行動準則。美方認定孫立人將會發動軍事政變，並對此事擬定應變方針，準備支持孫立人的軍事行動，撤換蔣介石。這份備忘錄於6月9日由助理國務卿魯斯克提交國務卿艾奇遜，但這個行動最後因韓戰爆發而中止。
孫立人義子揭鈞，去函美國前國務卿魯斯克，希望了解當年美國在此事件中的角色。1989年5月3日，魯克斯回信，宣稱美國未介入此事，他在韓戰前曾由間接管道收到孫立人可能發動軍事政變的消息，但無法確認真假。
1990年，《中國時報》記者杜念中採訪美國前國務卿魯斯克，在報導中說：「1950年六月初，時任美國國務院遠東事務助理國務卿的他本人曾親手接到孫立人的秘密手函，提議對蔣介石發動政变，請求美國支持或默認。魯斯克擔心蔣介石先殺掉孫立人，将手函燒掉，以防泄密，并匯報國務卿艾奇遜。艾奇逊承諾向總統杜魯門匯報。」揭鈞在此報導後再度寫信給魯斯克查詢，魯斯克回信說，他無法對此事做進一步評論，他從間接管道得到消息，但他無法確認這個消息的來源或真假，也不知道是否來自孫立人本人。
中研院研究員朱浤源則說，根據他研究的美國國家檔案，美國中情局人員曾勸孫立人發動軍事政變，但遭孫立人斷然拒絕。他懷疑魯斯克的說法真實性。
蔣介石御醫熊丸的回憶錄說，孫立人經常與美國官員開會，引起蔣介石的懷疑。熊丸本人認為，孫立人的忠貞無庸置疑，但他得罪蔣經國以及蔣經國手下的政戰系統，是造成他遭整肅的主因。

## 外部連結
- 朱浤源－再論孫立人與郭廷亮「匪諜」案
- 孫立人：美國對台陰謀的犧牲品